# Bosnië en Herzegovina op de Olympische Winterspelen 2022
Bosnië en Herzegovina nam deel aan de Olympische Winterspelen 2022 in Peking in China.

## Deelnemers en resultaten

### Alpineskiën
Maximaal vier deelnemers per onderdeel
Mannen
| Naam        | Onderdeel    | 1e run  | 1e run | 2e run         | 2e run         | Totaal         | Totaal         |
| Naam        | Onderdeel    | Tijd    | Rang   | Tijd           | Rang           | Tijd           | Rang           |
| ----------- | ------------ | ------- | ------ | -------------- | -------------- | -------------- | -------------- |
| Emir Lokmić | Reuzenslalom | 1:08,00 | 29     | niet gefinisht | niet gefinisht | niet gefinisht | niet gefinisht |
| Emir Lokmić | Slalom       | 58,86   | 35     | 53,94          | 27             | 1:52,80        | 27             |

Vrouwen
| Naam                | Onderdeel    | 1e run            | 1e run            | 2e run         | 2e run         | Totaal         | Totaal         |
| Naam                | Onderdeel    | Tijd              | Rang              | Tijd           | Rang           | Tijd           | Rang           |
| ------------------- | ------------ | ----------------- | ----------------- | -------------- | -------------- | -------------- | -------------- |
| Esma Alic           | Reuzenslalom | gediskwalificeerd | gediskwalificeerd | niet geplaatst | niet geplaatst | niet geplaatst | niet geplaatst |
| Esma Alic           | Slalom       | 1:01,72           | 50                | 1:02,93        | 45             | 2:04,65        | 45             |
| Elvedina Muzaferija | Combinatie   | 1:35,89           | 20                | niet gefinisht | niet gefinisht | niet gefinisht | niet gefinisht |
| Elvedina Muzaferija | Afdaling     | n.v.t.            | n.v.t.            | n.v.t.         | n.v.t.         | niet gefinisht | niet gefinisht |
| Elvedina Muzaferija | Super G      | n.v.t.            | n.v.t.            | n.v.t.         | n.v.t.         | 1:15,79        | 25             |

### Langlaufen
Maximaal vier deelnemers per onderdeel
Lange afstanden
Mannen
| Naam           | Onderdeel             | Uitslag   | Uitslag |
| Naam           | Onderdeel             | Tijd      | Rang    |
| -------------- | --------------------- | --------- | ------- |
| Strahinja Eric | 15 km klassieke stijl | 48:38,3   | 87      |
| Strahinja Eric | 50 km vrije stijl     | 1:21:07,6 | 52      |

Lange afstanden
Vrouwen
| Naam         | Onderdeel         | Uitslag      | Uitslag      |
| Naam         | Onderdeel         | Tijd         | Rang         |
| ------------ | ----------------- | ------------ | ------------ |
| Sanja Kusmuk | 30 km vrije stijl | niet gestart | niet gestart |

Sprint
Mannen
| Naam           | Onderdeel | Kwalificatie | Kwalificatie | Kwartfinales   | Kwartfinales   | Halve finales  | Halve finales  | Finale         | Finale         |
| Naam           | Onderdeel | Tijd         | Rang         | Tijd           | Rang           | Tijd           | Rang           | Tijd           | Rang           |
| -------------- | --------- | ------------ | ------------ | -------------- | -------------- | -------------- | -------------- | -------------- | -------------- |
| Strahinja Eric | Sprint    | 3:03,05      | 59           | niet geplaatst | niet geplaatst | niet geplaatst | niet geplaatst | niet geplaatst | niet geplaatst |

Sprint
Vrouwen
| Naam         | Onderdeel | Kwalificatie | Kwalificatie | Kwartfinales   | Kwartfinales   | Halve finales  | Halve finales  | Finale         | Finale         |
| Naam         | Onderdeel | Tijd         | Rang         | Tijd           | Rang           | Tijd           | Rang           | Tijd           | Rang           |
| ------------ | --------- | ------------ | ------------ | -------------- | -------------- | -------------- | -------------- | -------------- | -------------- |
| Sanja Kusmuk | Sprint    | 4:27,99      | 90           | niet geplaatst | niet geplaatst | niet geplaatst | niet geplaatst | niet geplaatst | niet geplaatst |

### Rodelen
Individueel
| Naam            | Onderdeel | Run 1    | Run 1 | Run 2    | Run 2 | Run 3    | Run 3 | Run 4          | Run 4          | Totaal   | Totaal |
| Naam            | Onderdeel | Tijd     | Rang  | Tijd     | Rang  | Tijd     | Rang  | Tijd           | Rang           | Tijd     | Rang   |
| --------------- | --------- | -------- | ----- | -------- | ----- | -------- | ----- | -------------- | -------------- | -------- | ------ |
| Mirza Nikolajev | Mannen    | 1:01,667 | 33    | 1:02,507 | 34    | 1:01,175 | 33    | niet geplaatst | niet geplaatst | 3:05,349 | 34     |

Albanië · Amerikaans-Samoa · Amerikaanse Maagdeneilanden · Andorra · Argentinië · Armenië · Australië · Azerbeidzjan · België · Bolivia · Bosnië en Herzegovina · Brazilië · Bulgarije · Canada · Chili · China · Chinees Taipei · Colombia · Cyprus · Denemarken · Duitsland · Ecuador · Eritrea · Estland · Filipijnen · Finland · Frankrijk · Georgië · Ghana · Griekenland · Groot-Brittannië · Haïti · Hongarije · Hongkong · Ierland · IJsland · India · Iran · Israël · Italië · Jamaica · Japan · Kazachstan · Kirgizië · Kosovo · Kroatië · Letland · Libanon · Liechtenstein · Litouwen · Luxemburg · Madagaskar · Maleisië · Malta · Marokko · Mexico · Moldavië · Monaco · Mongolië · Montenegro · Nederland · Nieuw-Zeeland · Nigeria · Noord-Macedonië · Noorwegen · Oekraïne · Oezbekistan · Oost-Timor · Oostenrijk · Pakistan · Peru · Polen · Portugal · Puerto Rico · Roemenië · San Marino · Saoedi-Arabië · Servië · Slovenië · Slowakije · Spanje · Thailand · Trinidad en Tobago · Tsjechië · Turkije · Verenigde Staten · Wit-Rusland · Zuid-Korea · Zweden · Zwitserland
Russische ploeg